# Wang Lang
En aquest nom xinès, el cognom és Wang.
Wang Lang (mort el 228) va ser un senyor de la guerra durant la tardana Dinastia Han i un polític de Cao Wei durant l'era dels Tres Regnes de la història xinesa. A través del matrimoni de la seva neta amb Sima Zhao, es convertiria en el besavi de Sima Yan, que més tard es convertiria en l'emperador fundador de la Dinastia Jin.

## Descendents
- Wang Su, fill
- Wang Yuanji, neta, casada amb Sima Zhao